# Ochocianie
Ochocianie (pełna nazwa: Stowarzyszenie Ochocianie, do 20 maja 2016: Stowarzyszenie Miłośników Ochoty „Ochocianie”; używana także: Ochocianie Sąsiedzi) – ruch miejski działający w warszawskiej dzielnicy Ochota od 2008 jako stowarzyszenie zwykłe, jego członkowie od 2010 zasiadają w radzie dzielnicy.

## Działalność
Stowarzyszenie wyłoniło się spośród grupy osób, które w 2008 protestowały przeciwko odnowieniu Parku Wielkopolskiego na podstawie planu sprzecznego z wolą mieszkańców.
Program Stowarzyszenia obejmuje m.in. ochronę zieleni, walkę ze smogiem, poprawę warunków w szkołach, rozwój transportu publicznego i infrastruktury rowerowej, uporządkowanie zabudowy i rewitalizacja poszczególnych fragmentów Ochoty. Ochocianie realizują program poprzez zgłaszanie projektów w ramach budżetów partycypacyjnych, zbieranie podpisów, organizację konsultacji społecznych, integracji mieszkańców, nagłaśnianie nieprawidłowości w działaniach urzędników.

### Udział w wyborach
W 2010 Ochocianie wystartowali w wyborach samorządowych do rady dzielnicy. Zdobyli 1782 głosy, tj. 5,49%, co przełożyło się na mandat jednej radnej. W 2014, startując w ramach nieformalnej koalicji ruchów miejskich, zdobyli 3018 głosów (10,4%), co dało dwa mandaty.
W wyborach samorządowych w 2018 Ochocianie startowali w ramach ogólnomiejskiej koalicji KWW Miasto Jest Nasze – Ruchy Miejskie. W wyborach do rady dzielnicy stowarzyszenie uzyskało 6082 głosy (15,18%), co przełożyło się na 3 mandaty (m.in. Aleksandra Kopińskiego). W okręgu do rady miasta obejmującym Ochotę i Śródmieście koalicja uzyskała 6908 głosów (7,37%), co jednak nie przełożyło się na mandaty. Wywodząca się z Ochocian kandydatka na prezydenta m.st. Warszawy dr Justyna Glusman zdobyła 20.643 głosy (2,32%). Po wyborach Ochocianie weszli w skład współrządzącej dzielnicą koalicji – zastępczynią burmistrza została dr Maria Środoń. Koalicja utraciła władzę w 2021, gdy dwie radne PO zmieniły klub. Justyna Glusman zaś została powołana na stanowisko dyrektorki koordynatorki ds. zrównoważonego rozwoju i zieleni w Urzędzie m.st. Warszawy, które pełniła do 18 listopada 2021.
W wyborach samorządowych w 2024 Ochocianie zawarli koalicją z ruchem Polska 2050. W wyborach do rady dzielnicy koalicja uzyskała 4 138 głosów (12,27%), dało to 2 mandaty. Po wyborach weszli do koalicji rządzącej dzielnicą, a stanowisko wiceburmistrza objęła Justyna Glusman.